# Bahrainisch-deutsche Beziehungen
Die Bahrainisch-deutschen Beziehungen bestehen seit dem Jahre 1972 und werden von dem Auswärtigen Amt als "gut" beschrieben. Deutschland genießt im Land einen guten Ruf und besonders die deutsche Wirtschaft verfügt über ein hohes Ansehen.

## Geschichte
Bahrain wurde im Jahre 1971 vom Vereinigten Königreich unabhängig und nahm ein Jahr später diplomatische Beziehungen mit der Bundesrepublik Deutschland auf. Im Jahre 1986 wurde die Deutsche Botschaft in Manama eröffnet. 2008 besuchte der bahrainische Monarch Hamad bin Isa Al Chalifa die deutsche Hauptstadt Berlin und zwei Jahre später besuchte Bundeskanzlerin Angela Merkel zusammen mit Bundestagspräsident Norbert Lammert im Gegenzug Bahrain. Im Rahmen des Arabischen Frühlings besuchte Kronprinz  Salman bin Hamad Al Chalifa 2011 Berlin, um die Geschehnisse aufzuarbeiten. 2014 besuchte Bundestagsvizepräsidentin Claudia Roth Bahrain.

## Wirtschaftsbeziehungen
Das Gesamtvolumen des Handels mit Bahrain belief sich im Jahr 2021 auf über 660 Millionen Euro, womit Bahrain den 92. Platz in der Rangliste der deutschen Handelspartner belegt. In Bahrain sind knapp 30 deutsche Unternehmen vertreten, darunter viele Mittelständler. Knapp 500 deutsche Staatsbürger leben in Bahrain. 2007 wurde ein bilaterales Investitionsförderungs- und -schutzabkommen unterzeichnet, welches 2010 in Kraft trat.

## Kulturbeziehungen
Der Deutsche Akademische Austauschdienst und das Goethe-Institut sind über ihre Büros in Abu Dhabi im Land aktiv und haben den Hochschul- und Studentenaustausch intensiviert. Von der deutschen Botschaft werden seit dem Jahre 2009 Deutschkurse angeboten. 2013 gründete die Berlin-Brandenburgische Akademie der Wissenschaften gemeinsam mit der Arabian Gulf University in Bahrain die Arab German Young Academy (AGYA), um junge Wissenschaftler zu fördern und die Zusammenarbeit in der Forschung zu erleichtern.

## Sport
Die Deutschen Wolfgang Sidka (2000–2003, 2005) und Hans-Peter Briegel (2006–2007) waren Trainer der Bahrainischen Fußballnationalmannschaft. Michael Roth trainierte 2020 kurzzeitig die Handballnationalmannschaft von Bahrain.

## Militär
Deutsche Rüstungsunternehmen lieferten an Bahrain verschiedene Waffen, darunter Kampfflugzeuge (2016), Hubschrauber (1977–1994), Sturmgewehre und Maschinenpistolen (2003).

## Diplomatische Standorte
- Deutschland hat eine Botschaft in Manama.
- Der Bahrain hat eine Botschaft in Berlin.